# Eunidia subteralba
Eunidia subteralba là một loài bọ cánh cứng trong họ Cerambycidae.